# Trận Yahagigawa
TrậnYahagigawa (矢作川の戦い Yahagigawa no Tatakai, Trận Thỉ Tác Xuyên) diễn ra vào năm 1181. Rút lui từ Trận Sunomatagawa, Minamoto no Yukiie cố giữ thế phòng ngự khi phá cây cầu bắc qua sông Yahagi (矢作川 Yahagi-gawa, Mặc Vũ Xuyên) và dựng nên một bức tường phòng ngự. Cuối cùng, ông buộc phải rút lui, nhưng quân Taira sớm bị gọi quay lại khi chỉ huy của họ, Tomomori bị ốm.